# François Gabart

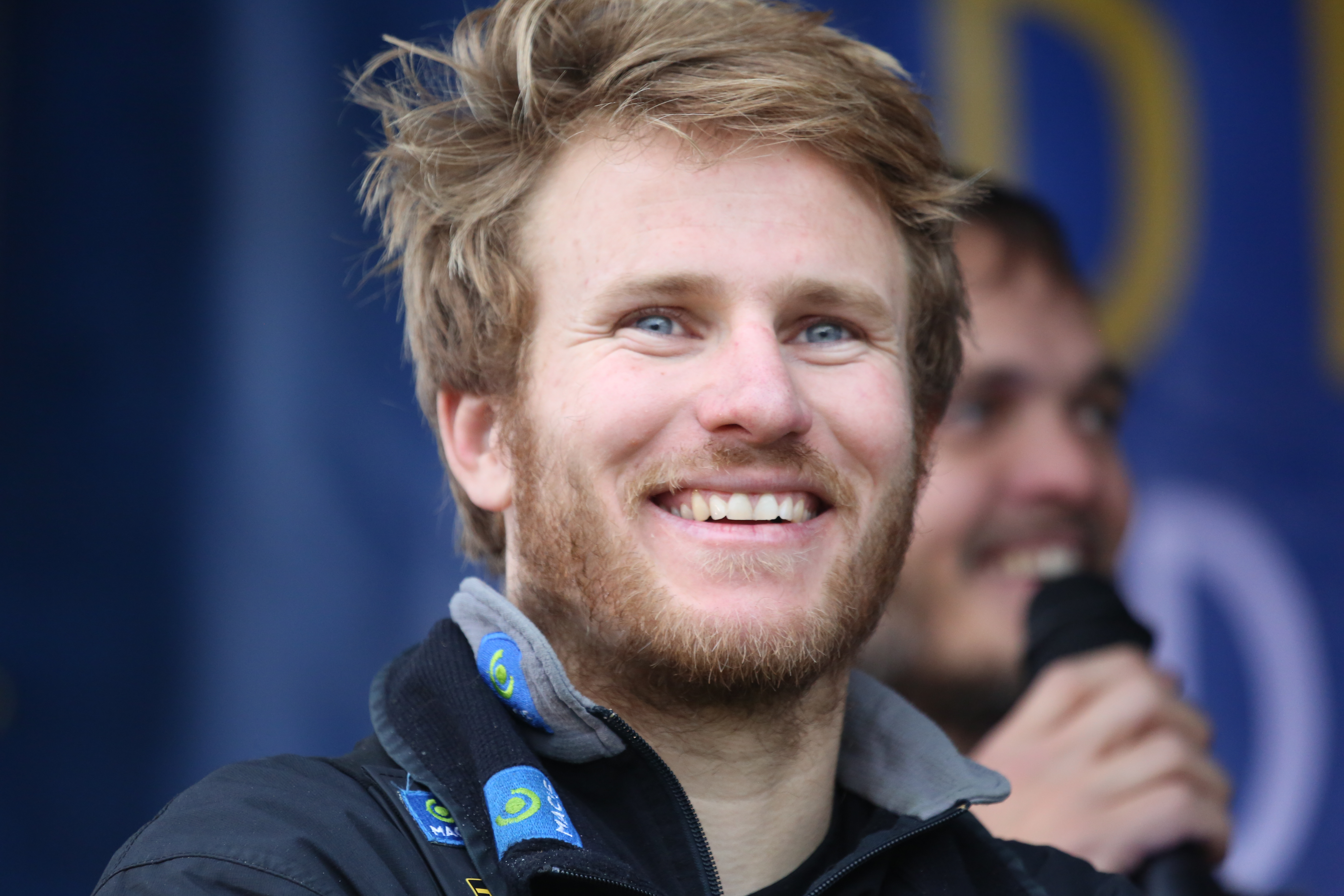
François Gabart in Brest (2017)

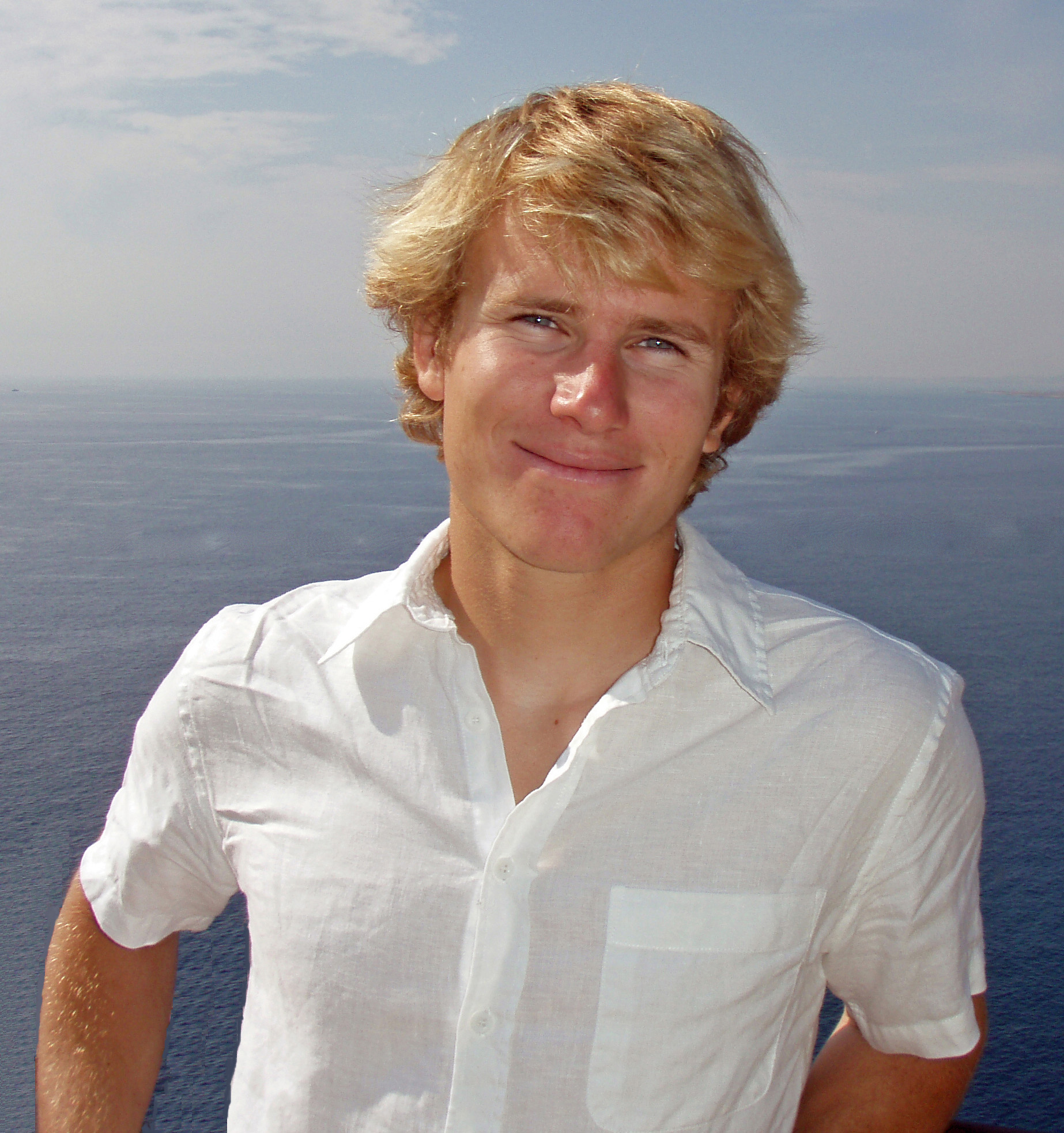
François Gabart in Nizza (2007)

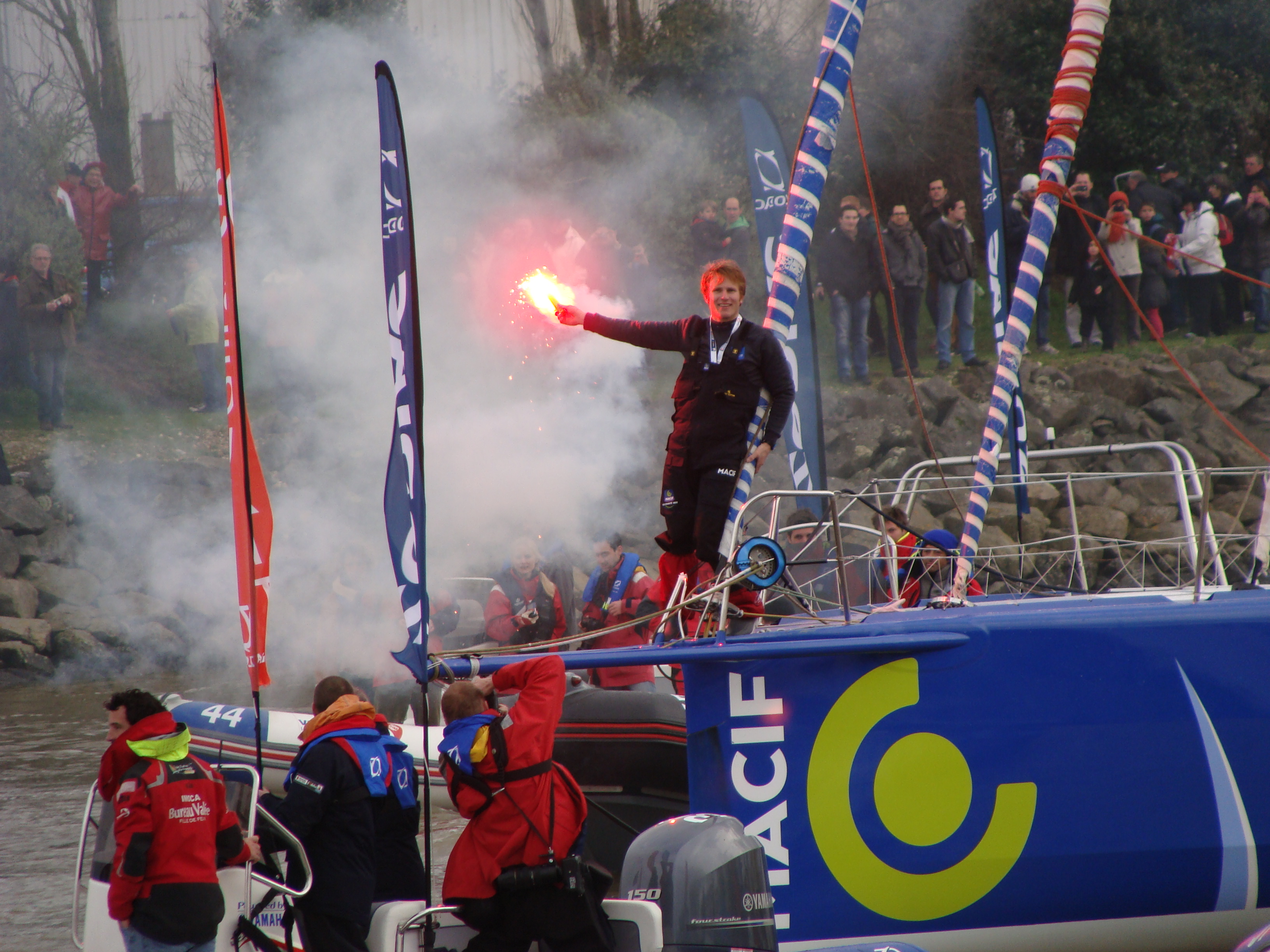
Vendée Globe 2012–2013: François Gabart bei seiner Ankunft im Hafen von Les Sables-d’Olonne

François Gabart (* 23. März 1983 in Saint-Michel (Charente), Frankreich) ist ein französischer Segler und professioneller Skipper. Als Jugendlicher segelte er erfolgreich Optimist (französischer Meister 1997), International Moth (französischer Meister 1999) und  Tornado (Jugendweltmeister 2003), bevor er über das Solitaire du Figaro und die „Tour de France en Voile Étutiant“, eine Nachwuchs-Regattaserie, zum Einhand-Seesegeln kam.
Nach dem Umstieg in die  Imoca-Klasse erreichte er in den wichtigsten Transatlantikrennen mehrfach das Podium. Am 27. Januar 2013 gewann er die Vendée Globe 2012–2013 mit neuem Rekord für eine Nonstop Solo-Weltumseglung als Einhandsegler in einem einrümpfigen Segelboot, in 78 Tagen, zwei Stunden, 16 Minuten und 40 Sekunden. Mit 29 Jahren zum Zeitpunkt des Sieges ist Gabart auch bislang der jüngste Sieger aller ausgetragenen Vendée Globe Wettbewerbe.
Im selben Jahr zeichnete ihn die französische Sport-Tageszeitung L’Équipe mit einem Sonderpreis als bester Extremsportler („Champion des champions de l’extrême“) aus.
Am 10. Mai 2016 gewann François Gabart mit dem 100-Fuß-Trimaran MACIF die Transat Bakerly, die berühmte Einhandregatta über den Atlantik von Plymouth (Großbritannien) nach New York (USA) in acht Tagen, acht Stunden, 54 Minuten und 39 Sekunden. Damit verpasste Gabart den Rekord seines Mentors Michel Desjoyeaux nur um wenige Minuten. Desjoyeaux hatte 2004 den Törn über den großen Teich in acht Tagen, acht Stunden und 29 Minuten geschafft. Damals war das Ziel allerdings nicht in New York, sondern im näheren Boston.
Am 17. Dezember 2017 hat er einen neuen Weltrekord im Segeln um die Erde als Einhandsegler aufgestellt. Der 34-Jährige erreichte die Ziellinie bei Brest nach 42 Tagen, 16 Stunden, 40 Minuten und 35 Sekunden. Gabart war somit um sechs Tage und fast zehn Stunden schneller als der vorherige Rekordhalter Thomas Coville.